# Stenopogon abdulrassuli
Stenopogon abdulrassuli är en tvåvingeart som beskrevs av Pavel Lehr 1984. Stenopogon abdulrassuli ingår i släktet Stenopogon och familjen rovflugor.
Artens utbredningsområde är Irak. Inga underarter finns listade i Catalogue of Life.